# Kangur mały
Kangur mały (Notamacropus parma) – gatunek ssaka z podrodziny kangurów (Macropodinae) w obrębie rodziny kangurowatych (Macropodidae).

## Taksonomia
Gatunek po raz pierwszy zgodnie z zasadami nazewnictwa binominalnego opisał w 1846 brytyjski przyrodnik George Robert Waterhouse nadając mu nazwę Macropus (Halmaturus) parma. Miejsce typowe to Nowa Południowa Walia, Australia. Holotyp nieznany.
Autorzy Illustrated Checklist of the Mammals of the World za gatunek monotypowy.

### Etymologia
- Notamacropus: gr. νοτος notos ‘południe’; rodzaj Macropus Shaw, 1790 (kangur)[10].
- parma: łac. parma ‘mała, zaokrąglona tarcza’[11].

## Zasięg występowania
Kangur mały występuje we wschodniej Australii, niejednolicie rozmieszczony w przybrzeżnych pasmach wschodniej Nowej Południowej Walii od Gibraltar Range na północ od Sydney.

## Morfologia
Długość ciała (bez ogona) samic 44,7–52,7 cm, samców 48,2–52,8 cm, długość ogona samic 40,5–50,7 cm, samców 48,9–54,4 cm; masa ciała samic 3,2–4,8 kg, samców 4,1–5,9 kg.

## Ekologia
Wzgórza porośnięte buszem. Występuje na wysokości do 1000 m n.p.m.

## Status
W Czerwonej księdze gatunków zagrożonych Międzynarodowej Unii Ochrony Przyrody i Jej Zasobów został zaliczony do kategorii NT (ang. near threatened ‘bliski zagrożenia’). Jest gatunkiem rzadko spotykanym, ale brakuje aktualnych szacunków na temat liczebności populacji. W 1932 roku gatunek był uznawany za wymarły, w lecz 1965 roku Kazimierz Wodzicki odkrył populację zamieszkującą na nowozelandzkiej wyspie Kawau. W 1992 szacowano łączną liczebność na 1000-10 000 dorosłych osobników. W niewoli jest spotykany w ogrodach zoologicznych na całym świecie.